# Двенадцатое лето
«Двенадцатое лето» — российский фильм режиссёра Павла Фаттахутдинова, вышедший в 2008 году.
Премьера фильма состоялась 17 октября 2008 года в Доме кино в Екатеринбурге. Премьерный показ фильма на телевидении состоялся 12 июня 2010 года на телеканале «Культура».

## Съёмки
За основу сценария взята повесть для детей Виктора Серова «Приключения Мишки Каверзина». Таким же было и рабочее название фильма. Режиссёром-постановщиком фильма стал документалист Павел Фатахуттдинов, который ранее снял и художественный фильм «Шоколадный бунт» на Свердловской киностудии. По словам Виктора Серова: «На киностудии „Снега“ работают очень профессиональные люди. Мы много с ними общались до начала съёмок. Я по просьбе режиссёра вносил какие-то изменения в сценарий, до разумного, конечно, предела. Что меня особенно подкупило, все участники съёмочного процесса не просто чувствуют фабулу и понимают, где надо расставить акценты, они отнеслись к материалу очень заинтересовано, пропустили его через себя».
Кастинг на главные детские роли начались 3 марта 2007 года, и проходили в Екатеринбурге в Детском (Подростковом) центре Октябрьского района (ул. Восточная, 88-а). В них приняли участие 1263 детей в возрасте от 11 до 14 лет. Из них во второй тур прошли около 50 детей. По словам режиссёра, ему были нужен: «Есенин и Бандерас в тринадцатилетнем возрасте! А девочка чтобы была Настасьей Кински. Пока, к сожалению, таких типажей, какие нам нужны, мы не встретили, поэтому сначала проведём кастинг, а потом, если не найдём героев, уже будем выбирать из тех, кто есть. Это ведь как бывает: если героя находишь, то всё происходит моментально». В итоге для исполнения ролей были отобраны школьники Анна Келина (актриса театра Музкомедии), Иван Тушин, Егор Коротаев. По словам режиссёра, Ивана Тушина взяли его вместе с его мамой. Однажды подсмотрели в кафе, как они между собой общаются, дурачатся, и решили взять на пробы. И настолько это было непосредственно — будто болтают близкие друзья. А Анна Келина очень уверенная и самостоятельная девочка. Со съёмок она отправилась на прослушивание в телестудию, прошла кастинг, и поначалу даже маме об этом не сказала. Помимо них на эпизодические роди были отобраны дети в возрасте от 2 до 14 лет.
На момент кастинга сценарий фильма находился в разработке. Изначально предполагалось, что действие фильма будет происходит в 1960-е годы, а «новая картина станет противовесом современным сериальным историям о детях нашего времени, которые живут в мире макдональдсов и компьютерных игр». Той же весной, параллельно кастингу, начался поиск места для съёмок. Первоначально рассматривался вариант снять фильм в городе Бирюсинск Иркутской области, где происходили события, описанные у Виктора Серова. Однако от этой идеи отказались. По словам линейного продюсера картины Андрея Титова: «Мы выбирали такие населённые пункты, которых цивилизация коснулась меньше всего. На севере Пермского края, неподалёку от маленького города Чердынь, мы нашли замечательное место, где всё ещё жив дух хрущёвского времени». В итоге, объездив Челябинскую область, Башкирию, Пермский край, Удмуртию, авторы фильма остановили свой выбор на селе Шолья в Удмуртии. При окончательной доработке сценария, действие фильма было перенесено в современность, но изначальная фабула про становление характеров детей, верную дружбу и первую любовь осталась.
Работникам кинокомпании «Снега» понравилась река Кама, природа, растущие прямо на улицах сосны. Для съёмок арендовали вертолёт, катер, паром «Волевой», асфальтоукладчик и лесовоз. Снимали кино на улице Дачной у домов № 5 и № 6, где, по сценарию, жили главные герои. Жители села участвовали в массовках. Для юных артистов специально пригласили тренера по плаванию. Дети научились самостоятельно выполнять все трюки, и лишь в особо опасных моментах актёров подменяли каскадёры. В фильме почти не использовались искусственные декорации. Съёмочная группа провела в Шолье месяц, завершив съёмки в августе 2007 года. Озвучаение фильма делали в Москве. Бюджет фильма составил около 20 миллионов рублей. В прокат фильм вышел под названием «Двенадцатое лето».

## Сюжет
Деревенский мальчик Мишка (Иван Тушин) мечтает о своём велосипеде. Но денег на велосипед у родителей нет. Мишка хочет самостоятельно смастерить его из запчастей, которые он постепенно собирает по всей деревне и наконец добивается своей цели. Из большого города на летний отдых приезжает в деревню к своей бабушке Катя (Анна Келина), сверстница Миши. Она быстро знакомится с местными ребятами. Миша неравнодушен к Кате, но у него появляется соперник (Егор Каратаев), с которым к концу фильма они становятся хорошими товарищами.

## В ролях
- Иван Тушин — Мишка Каверзин
- Анна Келина — Катя
- Егор Коротаев — Егор
- Арсений Гурин — близнец
- Яков Гурин — близнец
- Валерия Люкина — Настя
- Екатерина Ракитина — сестра Мишки
- Анна Ракитина — сестра Мишки
- Татьяна Плеханова — братишка Мишки
- Юлия Тушина — мама Мишки
- Сергей Ануфриев — отец Мишки
- Юлия Бутакова — мама Кати
- Валерий Смирнов — отец Кати
- Наталья Семёнова — бабушка Насти
- Максим Удинцев — брат Егора
- Михаил Пазников — дядя Гоша
- Игорь Щиганов — паромщик
- Виктор Беликов — советник
- Александр Задорожный — советник
- Андрей Титов — советник
- Виктор Третьяков — советник
- Алексей Ахиятинов — эпизод
- Евгений Баженов — эпизод
- Тимур Галимов — эпизод
- Иван Малышев — эпизод
- Маргарита Надыршина — эпизод
- Роман Нуртыгоянов — эпизод
- Олег Дядюхин — эпизод
- Ильяс Каюмов — эпизод
- Владимир Третьяков — эпизод

## Съёмочная группа
согласно официальному сайту кинокомпании «Снега»
- Режиссёр: Павел Фаттахутдинов
- Сценаристы: Виктор Серов, Юрий Клепиков, Светлана Демидова
- Оператор-постановщик: Ирина Уральская
- Композитор: Сергей Сидельников
- Художник-постановщик: Валерий Лукинов
- Продюсеры: Ирина Снежинская, Георгий Негашев
- Режиссёр монтажа: Светлана Боброва
- Звукорежиссёр: Сергей Морозенко
- Художник по костюмам: Светлана Жигунова
- Художник по гриму: Екатерина Крыльцова
- Художник-декоратор: Валерий Можаев
- Ассистент режиссёра: по актёрам Наталья Бобрышева
- Ассистент режиссёра: по реквизиту Мария Колотовкина
- Оператор: Екатерина Дубровская
- Оператор подводных съёмок: Владимир Загородских
- Оператор комбинированных съёмок: Всеволод Киреев
- Операторская группа: Сергей Жессон, Александр Соловьёв, Юрий Мазин, Сергей Петрига
- Операторы видеозаписи: Арсений Гущин, Ольга Таланцева
- Помощники режиссёра: Мария Севостьянова, Арсений Семенихин
- Ассистент звукорежиссёра: Даниил Тишинских
- Технический директор: Владимир Шаров
- Административная группа: Александр Зеновьев, Руслан Магомадов, Арсений Мчедлидзе, Юлия Загорская
- Директор съёмочной группы: Елена Токарева
- Редактор: Валерий Савчук
- Бухгалтеры: Татьяна Коровкина, Новелла Федосеева
- Продюсеры: Ирина Снежинская, Георгий Негашев

## Награды
- Гран-при «Золотой лебедь» XXV Московского Международного фестиваля фильмов для детей и юношества (декабрь 2008)[16]
- Гран-при Всероссийского фестиваля визуальных искусств в детском центре «Орлёнок» (июль 2009)
- Приз за лучшую операторскую работу (Ирина Уральская) на Всероссийском фестивале визуальных искусств в детском центре «Орлёнок» (июль 2009)
- Приз за лучший фильм для семейного просмотра на XVII Международного детского кинофестиваля «Артек» (июль 2009)
- Приз за самый добрый фильм на МФ «Алые паруса» (июль 2009)
- Специальный приз жюри за лучшее раскрытие молодёжной темы на фестивале «Лучезарный ангел» в Москве (ноябрь 2009)
- Приз за лучшую детскую роль (Иван Тушин) в конкурсе «Киномалышок» на XVIII фестивале стран СНГ, Латвии, Литвы и Эстонии «Киношок» (сентябрь 2009)[9][17]
- Гран-при международного фестиваля фильмов для детей и юношества «Шлингель» (Германия, октябрь 2010)
- Приз за лучшую детскую роль (Иван Тушин) — XI международный фестиваль детского кино (Цзянъинь, Китай; июнь 2011)[18]

На сайте Комсомольская правда фильм охарактеризован как «добрый семейный фильм о детских переживаниях, приключениях, первой любви». и «Светлая грусть по советскому деревенскому детству».